# Hans-Jörg Schmerer
Hans-Jörg Schmerer ist ein deutscher Wirtschaftswissenschaftler.

## Leben
Von 2001 bis 2007 studierte er internationale Volkswirtschaftslehre an der Universität Tübingen (2003–2004 Gaststudent an der Universität Nanjing, 2007–2008 Gastforscher an der Universität Nottingham). Nach der Promotion (2007–2012) (Gutachter: Wilhelm Kohler und Udo Kreickemeier) im Bereich der Volkswirtschaftslehre in Tübingen vertrat er von 2013 bis 2014 die Professur (W3) an der Universität Passau, Lehrstuhl für „Internationale Ökonomie“. Von 2006 bis 2008 war er studentische Hilfskraft an der Universität Tübingen. Von 2008 bis 2010 war er wissenschaftlicher Mitarbeiter an der Universität Hohenheim, Lehrstuhl für „Internationale Ökonomie“. Von 2011 bis 2015 war er wissenschaftlicher Mitarbeiter am Institut für Arbeitsmarkt- und Berufsforschung „International Comparisons and European Integration“. Von 2014 bis 2015 vertrat er die Professur (W3) an der Universität Duisburg-Essen, Lehrstuhl für Ostasienwirtschaftm, Chair of „East Asian Economic Studies“. 2014 nahm er den Ruf für Volkswirtschaftslehre, insbes. Internationale Ökonomie an die FernUniversität in Hagen an.

## Schriften (Auswahl)
- Trade, FDI, and equilibrium unemployment. Theory and some evidence. Tübingen 2012.